# Gonomyia (Gonomyia) omogoensis
Gonomyia (Gonomyia) omogoensis is een tweevleugelige uit de familie steltmuggen (Limoniidae). De soort komt voor in het Palearctisch gebied.